# Martie 2001
Acest articol este generat integral pe baza informațiilor din articolul 2001 și este actualizat periodic de un robot.
 Editările făcute în articol vor fi șterse la următoarea actualizare! Dacă doriți să faceți modificări, editați articolul-sursă.

ianuarie -
februarie -
martie -
aprilie -
mai -
iunie -
iulie -
august -
septembrie -
octombrie -
noiembrie -
decembrie
Martie 2001 a fost a treia lună a anului și a început într-o zi de joi.

## Evenimente
- 2 martie: Talibanii distrug statuile Buddha din Bamiyan.
- 4 martie: Podul Hintze Ribeiro din Portugalia se prăbușește, omorând 59 oameni.
- 17 martie: Atracția Eden Project (sere cu expoziții cu plante) a fost deschisă publicului în St. Austell, Cornwall, Regatul Unit.
- 21 martie: Game Boy Advance a fost lansat
- 23 martie: Dezactivarea și deorbitarea stației spațiale rusești Mir. Stația s-a prăbușit în Oceanul Pacific după o activitate de 15 ani în spațiul cosmic, având 26 de echipaje internaționale. A fost abandonată în anul 1999.
- 23 martie: Federația World Wrestling (astăzi WWF/WWE) achiziționează organizația rivală World Championship Wrestling (WCW), pentru o sumă estimată la 7 milioane $.
- 24 martie: Apple Computer a lansat Mac OS X, un sistem de operare, devenind al doilea cel mai utilizat sistem de operare desktop din lume.

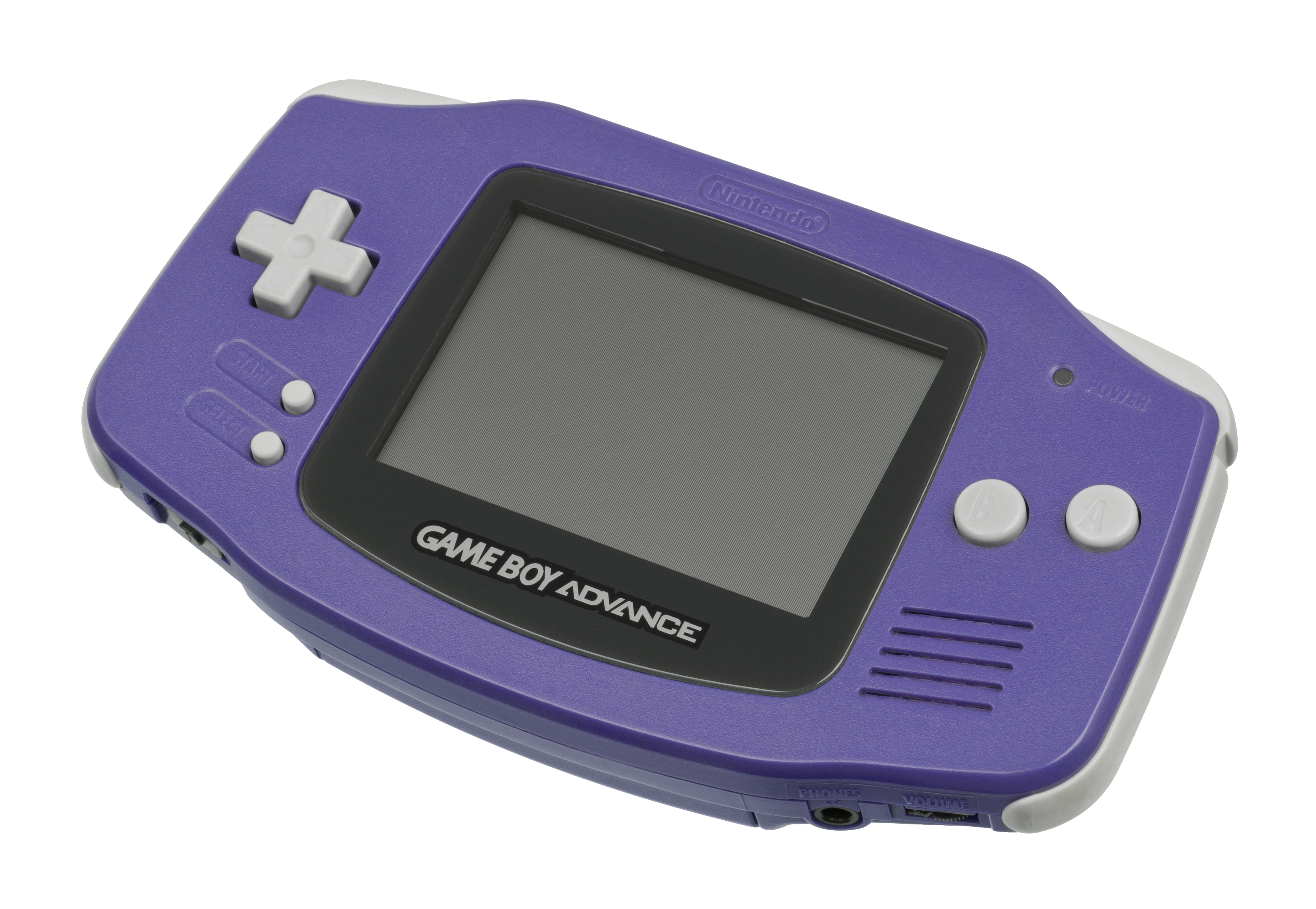
21 martie: Lansarea consolei portabile Game Boy Advance
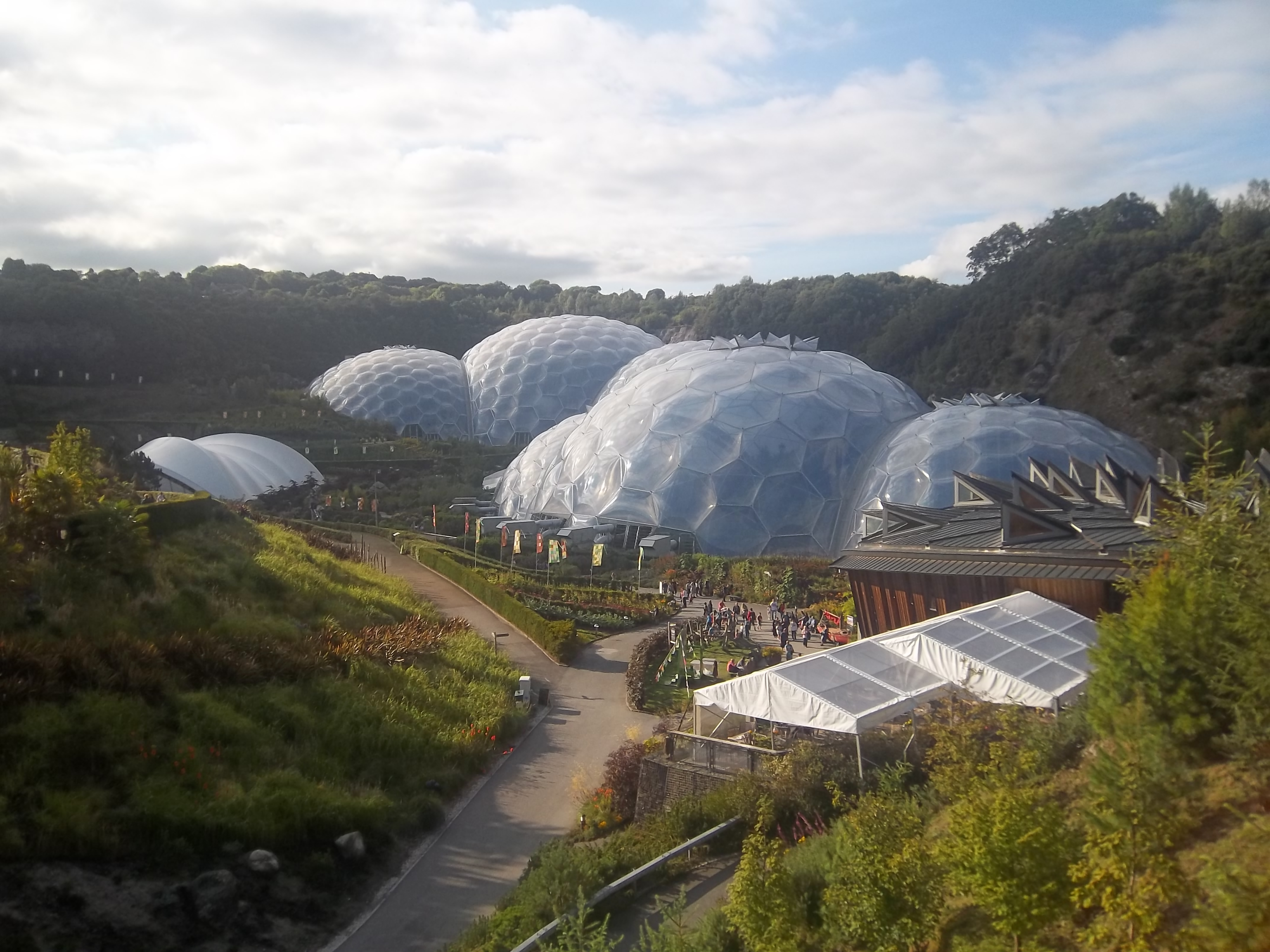
17 martie: Eden Project
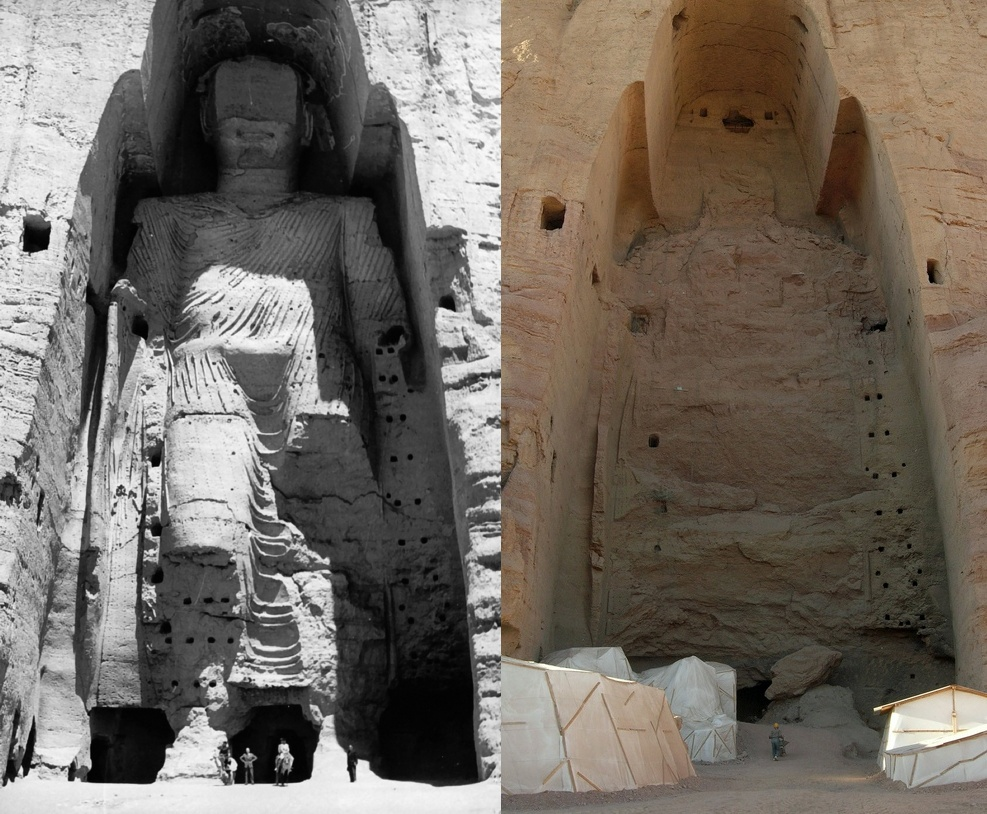
2 martie: Distrugerea statuilor Buddha din Bamiyan, Afghanistan, de către talibani

## Nașteri
- 9 martie: Jeon So-mi (n. Ennik Somi Douma), cântăreață canadiană de etnie sud-coreeană
- 23 martie: Jovan Marković, fotbalist român
- 30 martie: Anastasia Potapova, jucătoare de tenis rusă

## Decese
- 1 martie: Zaharia Pană, poet, scriitor și publicist aromân (n. 1921)
- 1 martie: Laurențiu Stan, pictor român, sculptor, publicist cultural și profesor de geografie (n. 1910)
- 4 martie: Jean René Bazaine, 96 ani, pictor francez (n. 1904)
- 9 martie:  Richard Stone, 47 ani, compozitor american (n. 1953)
- 9 martie: Gheorghe Silaș, inginer român (n. 1914)
- 9 martie: Petre Ghelmez, poet român (n. 1932)
- 10 martie: Michael Woodruff (Michael Francis Addison Woodruff), 89 ani, medic chirurg britanic și pionier al transplantului de organe (n. 1911)
- 10 martie: Massimo Morsello, muzician italian (n. 1958)
- 12 martie: Robert Ludlum (aka Jonathan Ryder și Michael Shepherd), 73 ani, autor american (n. 1927)
- 15 martie: Ann Sothern, 92 ani, actriță și cântăreață americană (n. 1909)
- 16 martie: Mária von Tasnády, actriță maghiară (n. 1911)
- 17 martie: Anthony Storr, psihiatru britanic (n. 1920)
- 17 martie: Ralph Thomas, regizor de film britanic (n. 1915)
- 18 martie:  John Phillips, 65 ani, cantautor american (Mamas & Papas), (n. 1935)
- 20 martie: Ilie Verdeț, 76 ani, comunisr român (n. 1925)
- 21 martie: Chung Ju-yung, afacerist sud-coreean (1915-2001) (n. 1915)
- 21 martie: Marcello Tusco, actor italian (n. 1930)
- 22 martie: William Hanna (William Denby Hanna), 90 ani, animator și om de afaceri american (n. 1910)
- 22 martie: Petre Hârtopeanu, pictor român (n. 1913)
- 23 martie: David McTaggart (David Fraser McTaggart), 68 ani, militant de mediu născut în Canada (n. 1932)
- 24 martie: Vasile Cărăbiș, etnograf și istoric român (n. 1909)
- 27 martie: Nicolae Lupu (istoric), istoric român (n. 1921)
- 28 martie: George Connor, pilot de Formula 1 american (n. 1906)
- 29 martie:  John Lewis (John Aaron Lewis), 80 ani, pianist și compozitor american de jazz (n. 1920)
- 29 martie: Helge Ingstad, explorator norvegian (n. 1899)
- 31 martie: Clifford Shull (Clifford Glenwood Shull), fizician american, laureat al  Premiului Nobel (1994), (n. 1915)
- 31 martie: Clifford Glenwood Shull, fizician american (n. 1915)